# バーミンガム学派 (経済学)
バーミンガム学派（ - がくは、Birmingham School）とは、1815年のナポレオン戦争終結後にイギリスを襲った不況期に、同国のバーミンガムで生まれた経済思想の一派。不況を終戦や戦争動員の終了に伴う、需要の落ち込みに帰する過少消費によるものとして、金本位制に反対し積極財政を通じた完全雇用の達成を目指した。
銀行家のトマス・アトウッドが主唱者として挙げられるが、その他にもジョージ・フレデリック・マンツや、アトウッドの弟であるマティアス・アトウッドらがいる。また、アーサー・ヤングやパトリック・コルクーン、ジョン・シンクレア卿といった経済学者が何らかの支援を行った。
当時は「変わり者」や「露骨なインフレ論者」として否定的に扱われていたが、アトウッドの著書の中には乗数効果や収入-支出モデルを公式化している物もある事から、現在では1930年代のケインズ経済学の嚆矢とされる。